# Lukunor
Lukunoch ou Lukunor est un atoll du district des Mortlocks, dans les îles Carolines. C'est une municipalité de l'État de Chuuk, un des États fédérés de Micronésie. Il se situe à 264 km au sud-est de Chuuk mais à seulement 8 km de Satowan. L'atoll est long de 13,5 km d'est à ouest et de 8 km du nord au sud. Il consiste en une étroite bande de 39 km presque ininterrompue qui enserre un lagon de 55 km². Au nord, il est plus large mais généralement submergé ou trempé ; dans sa partie est, il comporte deux petits îlots. La partie sud comporte la plupart des terres émergées de l'atoll : les 18 îlots de Lukunor ont une superficie totale de 2,8 km²; Likinioch, l'île la plus grande, fait 1,28 km². L'atoll compte 1 104 habitants (2008).